# 李丞齡
李丞齡（2000年8月8日—） ，為台灣棒球選手，現效力於中華職棒統一7-ELEVEn獅，守備位置原為捕手，後轉任外野手。

## 早年
- 臺中市東區力行國民小學少棒隊
- 臺中市立中山國民中學青少棒隊
- 國立中興大學附屬臺中高級農業職業學校青棒隊

## 職棒生涯

### 統一7-ELEVEn獅
李丞齡在2018年季中選秀會中被統一7-ELEVEn獅以第四輪第十四指名選進。
2021年10月15日，於台南棒球場對戰富邦悍將一役中，五局下從羅力手中擊出陽春砲，為個人職棒一軍生涯首轟。
2023年8月底，李丞齡被註銷註冊，總教練林岳平說明異動時批評其自我生活管理不佳且屢勸不聽，因此將名額給予新人林佳緯。回應此事時，他向球團及教練道歉。同年11月，他宣告任意引退。

### 美國獨立聯盟嘗試
2023年12月，李丞齡獲美國邊疆聯盟Florence Y'alls宣布簽約。2024年5月25日，他在邊疆聯盟首度出賽。同年6月中旬，他被宣布釋出。

### 重返統一7-ELEVEn獅
2025年統一獅春訓時，李丞齡獲邀參加測試，期間在內部比賽中擊出全壘打。結束後，他通過教練團測試，並重新加入球隊。

## 職棒生涯成績
| 年度 | 球隊           | 出賽 | 打數 | 安打 | 全壘打 | 打點 | 盜壘 | 四死 | 三振 | 壘打數 | 雙殺打 | 打擊率 | 上壘率 | 長打率 | OPS   |
| ---- | -------------- | ---- | ---- | ---- | ------ | ---- | ---- | ---- | ---- | ------ | ------ | ------ | ------ | ------ | ----- |
| 2021 | 統一7-ELEVEn獅 | 10   | 27   | 4    | 2      | 3    | 0    | 1    | 9    | 11     | 0      | 0.148  | 0.179  | 0.407  | 0.586 |
| 2022 | 統一7-ELEVEn獅 | 51   | 137  | 35   | 1      | 21   | 1    | 6    | 31   | 49     | 5      | 0.255  | 0.285  | 0.358  | 0.643 |
| 2023 | 統一7-ELEVEn獅 | 26   | 65   | 13   | 1      | 6    | 2    | 6    | 18   | 17     | 4      | 0.200  | 0.264  | 0.262  | 0.526 |
| 合計 | 3年            | 87   | 229  | 52   | 4      | 30   | 3    | 13   | 58   | 77     | 9      | 0.227  | 0.266  | 0.336  | 0.602 |

## 外部連結
- 李丞齡在台灣棒球維基館上的頁面（繁體中文）
- 李丞齡在中華職棒官網
- 李丞齡在Baseball-Reference.com（小聯盟以及海外聯盟）（英语）